# Mięsień C10
Mięsień C10, mięsień 107, mięsień 9 – mięsień występujący w prosomie skorpionów.
Jeden z zewnętrznych mięśni szczękoczułkowych. Mięsień ten bierze swój początek na karapaksie, pomiędzy wyjściowymi punktami zaczepu mięśni C3 i C5. Kończy się, zaczepiając na proksymalnej części brzuszno-środkowej krawędzi deutomerytu.